# Суходол (Ивано-Франковский район)
Суходол (укр. Суходіл) — село в Олешанской сельской общине Ивано-Франковского района Ивано-Франковской области Украины.
Население по переписи 2001 года составляло 106 человек. Занимает площадь 2,3 км². Почтовый индекс — 78022. Телефонный код — 03479.

## История
С 1934 по 1939 г. входило в Олешанскую гмину.
Входило в сельский совет Одаев с 1945 по 2016 г.. В 2021 году посетил село и освятил иконостасмитрополит Ивано-Франковский ПЦУ Андрей (Абрамчук)

## Религия
В селе действует религиозная община ПЦУ, настоятель Николай Куцук

## Памятки
- Церковь святых Апостолов Петра и Павла (ПЦУ)

## Известные люди
- Андрей (Абрамчук) митрополит УАПЦ, УПЦ КП, УАПЦ, ПЦУ посетил село в 2021 г.[2]